# Lluquet (personatge)
Lluquet és un personatge literari, protagonista central de l'obra Els pastorets o l'adveniment de l'infant Jesús de Josep Maria Folch i Torres, escrita el 1916 i estrenada la vigília de Nadal d'aquell any al Coliseu Pompeia de Gràcia (Barcelona).
Es desconeix qui va ser el primer actor a interpretar-lo, però un programa de mà de la reestrena de l'obra duta a terme al Teatre Romea el 1919 assenyala un tal Sr. Viñas com al seu intèrpret sota la direcció d'Enric Giménez. Aquest programa, considerat el més antic que es conserva d'una representació d'aquesta obra, es troba al fons del Museu de les Arts Escèniques de l'Institut del Teatre.

## Descripció
En Lluquet és un jove rabadà (ajudant de pastor) que viu en una masia amb els seus amos. Comparteix feina amb en Rovelló, el seu company inseparable, amb qui viurà un cúmul de peripècies que els conduiran fins a l'adoració del nen Jesús a Betlem. Ambdós personatges configuren el perfil de l'heroi prototípic folchitorrià, generalment d'extracció humil, destacat per la seva bondat i una fe catòlica practicant.
El tarannà d'en Lluquet és alegre i vital, un personatge decidit, valent i impulsiu, que s'oposa als trets característics d'en Rovelló: indecís i poruc. A l'obra de Folch i Torres en Lluquet esdevé un emblema del Bé, en oposició al símbol del Mal, representat per Satanàs. Sovint ambdós pastors compten amb la protecció de l'àngel sant Miquel i amb la simpatia de tots els pastors de Betlem per la seva bondat i, en el cas d'en Lluquet, per la seva astúcia i intel·ligència.
En Lluquet és el protagonista principal d'un viatge iniciàtic en el qual se li mostren els pecats que comporta l'edat adulta, il·lustrats per mitjà de les fúries de l'infern o el mateix Satanàs, que el tempten contínuament, sense èxit. A l'obra, Lluquet s'enamora de la Isabeló, una pastora amb qui es promet en matrimoni després de salvar el seu pare, el vell Getsè, de lliurar l'ànima al diable. Al final de l'obra, com en qualsevol altre viatge iniciàtic, el personatge ha evolucionat, s'ha fet més adult i madur, després de conèixer els pecats que comporta la vida. En Lluquet transcendeix la seva funció de pastor i es converteix en model a seguir entre els seus, guanyant-se així també l'empatia del públic espectador i lector.
Tradicionalment, a les representacions teatrals es vesteix en Lluquet amb la roba genuïna dels pastors catalans del s. XIX: camisa blanca, samarra, pantalons vellutats negres per sota del genoll, faixa, espardenyes envetades, sarró, bastó i barretina.

## Curiositat
És probable que el nom del personatge no fos fruit de l'atzar. Un lluquet és un tros de cànem, palla, caramuixa, etc. revestit de sofre que solia emprar-se per a adequar les bótes de vi traient-los les males emanacions, ja que en cremar desprèn diòxid de sofre, el qual té propietats conservants i antioxidants. Així doncs, si cremant un lluquet s'expulsen les males emanacions de les bótes, en Lluquet de Folch i Torres expulsa els dimonis de Galilea evitant que el Mal triomfi davant l'adveniment de l'infant Jesús.